# Port lotniczy Cordova
Port lotniczy Cordova (IATA: CDV, ICAO: PACV) – port lotniczy położony w Cordova, w stanie Alaska, w Stanach Zjednoczonych.